# Miguel Montenegro Villalvazo
El coronel J. Miguel Montenegro Villalvazo fue un hacendado, militar y político liberal mexicano. 

## Vida personal
Nació en 1812 en Guadalajara, Jalisco, siendo hijo de Diego Liberato Montenegro Arias (hermano del precursor independentista Juan Antonio Montenegro) y de Francisca Eugenia Villalvazo. A su vez, fue sobrino segundo del coronel José Guadalupe Montenegro, así como primo del coronel José María Montenegro y del teniente coronel Lauro Montenegro. Casó con Filomena Michel Corona, hija de José Andrés Michel Corona y María Josefa Teodora Corona Pérez de Alencastro, recibiendo como regalo de bodas de la familia Villalvazo la Hacienda de Totulimilpa, donde el Coronel fincó la Hacienda de Telcampana.

## Carrera política y militar
En 1839 se levantó en armas al lado de Gordiano Guzmán, Antonio Angón y Vicente González. 
El 30 de septiembre de 1845 promovió que San Gabriel adquiriera el título de villa, lo que alcanzó con el decreto número 83 de fecha 1 de abril de 1848. Fue diputado al Congreso de Jalisco por el Distrito de Tuxcacuesco en 1847, cerca de los 35 años, siendo diputado local de 1948 a 1949 donde estuvo en la Comisión de Libertad de Imprenta y parte de la Mesa Directiva como prosecretario. Luego  fue reelecto para el periodo 1850 a 1851. Falleció el 14 de marzo de 1866, cerca de los 53 años, en Guadalajara, Jalisco.
Su hijo Matías Montenegro Michel falleció el 21 de junio de 1866 a los 22 años cuando éste salió de Guadalajara con su primo Diego Montenegro Vázquez (hijo de José Guadalupe Montenegro) rumbo a Michoacán para ponerse a las órdenes del general Nicolás Régules al pasar por Tecalitlán, siendo asesinados por el coronel imperialista José María Galindo y sus tropas de Zapotiltic y Tuxpan, los cabecillas Faustino Ugarte y Rosalio Vázquez. Primero asesinaron con sus mosquetes a Matias Montenegro. Luego Diego desmontó, y de rodillas, con el sombrero en la mano, lo asesinaron a sus 15 años. Sus acompañantes lograron salir con vida.